# Eslovaquia en la Copa Mundial de Fútbol de 2010
La Selección de Eslovaquia fue uno de los 32 equipos participantes de la Copa Mundial de Fútbol de 2010, que se realizó en Sudáfrica.

## Clasificación
Luego de la disputa del Grupo 3, Eslovaquia culminó en la primera posición por lo que se clasificó directamente a la Copa Mundial de Fútbol.

### Grupo 3
| Equipo            | Pts | PJ | PG | PE | PP | GF | GC | Dif |
| ----------------- | --- | -- | -- | -- | -- | -- | -- | --- |
| Eslovaquia        | 22  | 10 | 7  | 1  | 2  | 22 | 10 | 12  |
| Eslovenia         | 20  | 10 | 6  | 2  | 2  | 18 | 4  | 14  |
| República Checa   | 16  | 10 | 4  | 4  | 2  | 17 | 6  | 11  |
| Irlanda del Norte | 15  | 10 | 4  | 3  | 3  | 13 | 9  | 4   |
| Polonia           | 11  | 10 | 3  | 2  | 5  | 19 | 14 | 5   |
| San Marino        | 0   | 10 | 0  | 0  | 10 | 1  | 47 | -46 |

| Fecha                    | Lugar      |                   |                              | Resultado                                                        |                              |                   |
| ------------------------ | ---------- | ----------------- | ---------------------------- | ---------------------------------------------------------------- | ---------------------------- | ----------------- |
| 6 de septiembre de 2008  | Bratislava | Eslovaquia        | Bandera de Eslovaquia        | 2:1 (0:0) Archivado el 2 de abril de 2010 en Wayback Machine.    | Bandera de Irlanda del Norte | Irlanda del Norte |
| 10 de septiembre de 2008 | Maribor    | Eslovenia         | Bandera de Eslovenia         | 2:1 (1:0) Archivado el 5 de abril de 2010 en Wayback Machine.    | Bandera de Eslovaquia        | Eslovaquia        |
| 11 de octubre de 2008    | Serravalle | San Marino        | Bandera de San Marino        | 1:3 (1:2) Archivado el 2 de abril de 2010 en Wayback Machine.    | Bandera de Eslovaquia        | Eslovaquia        |
| 15 de octubre de 2008    | Bratislava | Eslovaquia        | Bandera de Eslovaquia        | 2:1 (0:0) Archivado el 5 de abril de 2010 en Wayback Machine.    | Bandera de Polonia           | Polonia           |
| 1 de abril de 2009       | Praga      | República Checa   | Bandera de República Checa   | 1:2 (1:1) Archivado el 2 de abril de 2010 en Wayback Machine.    | Bandera de Eslovaquia        | Eslovaquia        |
| 6 de junio de 2009       | Bratislava | Eslovaquia        | Bandera de Eslovaquia        | 7:0 (5:0) Archivado el 2 de abril de 2010 en Wayback Machine.    | Bandera de San Marino        | San Marino        |
| 5 de septiembre de 2009  | Bratislava | Eslovaquia        | Bandera de Eslovaquia        | 2:2 (0:0) Archivado el 2 de abril de 2010 en Wayback Machine.    | Bandera de República Checa   | República Checa   |
| 9 de septiembre de 2009  | Belfast    | Irlanda del Norte | Bandera de Irlanda del Norte | 0:2 (0:1) Archivado el 2 de abril de 2010 en Wayback Machine.    | Bandera de Eslovaquia        | Eslovaquia        |
| 10 de octubre de 2009    | Bratislava | Eslovaquia        | Bandera de Eslovaquia        | 0:2 (0:0) Archivado el 12 de octubre de 2009 en Wayback Machine. | Bandera de Eslovenia         | Eslovenia         |
| 14 de octubre de 2009    | Chorzów    | Polonia           | Bandera de Polonia           | 0:1 (0:1) Archivado el 5 de mayo de 2010 en Wayback Machine.     | Bandera de Eslovaquia        | Eslovaquia        |

## Jugadores
| #     | Nombre            | Posición      | Edad | PJ Sel | Club                        |
| ----- | ----------------- | ------------- | ---- | ------ | --------------------------- |
| 1     | Ján Mucha         | Portero       | 27   | 15     | Legia de Varsovia           |
| 2     | Peter Pekarík     | Defensa       | 23   | 21     | VfL Wolfsburgo              |
| 3     | Martin Škrtel     | Defensa       | 25   | 39     | Liverpool FC                |
| 4     | Marek Čech        | Defensa       | 27   | 40     | West Bromwich Albion        |
| 5     | Radoslav Zabavník | Defensa       | 29   | 44     | 1. FSV Maguncia 05          |
| 6     | Zdeno Štrba       | Mediocampista | 34   | 21     | Xanthi Athlitikos Omilos    |
| 7     | Vladimír Weiss    | Mediocampista | 20   | 9      | Manchester City             |
| 8     | Ján Kozák         | Mediocampista | 30   | 24     | FC Timişoara                |
| 9     | Stanislav Šesták  | Delantero     | 27   | 33     | Ankaragücü                  |
| 10    | Marek Sapara      | Mediocampista | 27   | 25     | Galatasaray                 |
| 11    | Róbert Vittek     | Delantero     | 28   | 70     | Lille OSC                   |
| 12    | Dušan Perniš      | Portero       | 25   | 3      | Dundee United Football Club |
| 13    | Filip Hološko     | Delantero     | 26   | 38     | Estambul Başakşehir FK      |
| 14    | Martin Jakubko    | Delantero     | 30   | 24     | FC Saturn Rámenskoye        |
| 15    | Miroslav Stoch    | Mediocampista | 20   | 12     | FC Twente                   |
| 16    | Ján Ďurica        | Defensa       | 28   | 38     | FC Lokomotiv Moscú          |
| 17    | Marek Hamšík      | Mediocampista | 22   | 32     | Napoli                      |
| 18    | Erik Jendrišek    | Delantero     | 24   | 24     | FC Schalke 04               |
| 19    | Juraj Kucka       | Mediocampista | 23   | 6      | Athletic Club Sparta Praga  |
| 20    | Kamil Kopúnek     | Mediocampista | 26   | 9      | Spartak Trnava              |
| 21    | Kornel Saláta     | Defensa       | 25   | 4      | Slovan Bratislava           |
| 22    | Martin Petráš     | Defensa       | 30   | 38     | AC Cesena                   |
| 23    | Dušan Kuciak      | Portero       | 25   | 3      | FC Vaslui                   |
| D. T. | Vladimír Weiss    |               |      |        |                             |

## Participación

### Grupo F
| Equipo        | Pts | PJ | PG | PE | PP | GF | GC | Dif |
| ------------- | --- | -- | -- | -- | -- | -- | -- | --- |
| Paraguay      | 5   | 3  | 2  | 1  | 0  | 3  | 1  | 2   |
| Eslovaquia    | 4   | 3  | 1  | 1  | 1  | 4  | 5  | -1  |
| Nueva Zelanda | 3   | 3  | 0  | 3  | 0  | 2  | 2  | 0   |
| Italia        | 2   | 3  | 0  | 2  | 1  | 4  | 5  | -1  |

- Nota: La hora mostrada corresponde a la hora local de Sudáfrica (UTC+2).

| 15 de junio de 2010, 13:30 | Nueva Zelanda | 1:1 (0:0) | Eslovaquia | Estadio Royal Bafokeng, Rustenburg                                   |                                                                      |
|                            | Reid 90+2'    | Reporte   | Vittek 49' | Asistencia: 23.871 espectadores Árbitro(s): Jerome Damon (Sudáfrica) | Asistencia: 23.871 espectadores Árbitro(s): Jerome Damon (Sudáfrica) |

| 20 de junio de 2010, 13:30 | Eslovaquia | 0:2 (0:1) | Paraguay               | Estadio Free State, Bloemfontein                                           |                                                                            |
|                            |            | Reporte   | Vera 26' · Riveros 85' | Asistencia: 26.643 espectadores · Árbitro(s): Eddy Maillet (Seychelles 46' | Asistencia: 26.643 espectadores · Árbitro(s): Eddy Maillet (Seychelles 46' |

| 24 de junio de 2010, 16:00 | Eslovaquia                   | 3:2 (2:0) | Italia                             | Estadio Ellis Park, Johannesburgo                                    |                                                                      |
|                            | Vittek 24' 72' · Kopúnek 88' | Reporte   | Di Natale 80' · Quagliarella 90+1' | Asistencia: 53.412 espectadores Árbitro(s): Howard Webb (Inglaterra) | Asistencia: 53.412 espectadores Árbitro(s): Howard Webb (Inglaterra) |

### Octavos de final
| 28 de junio de 2010, 16:00 | Países Bajos              | 2:1 (1:0) | Eslovaquia          | Estadio Moses Mabhida, Durban                                                 |                                                                               |
|                            | Robben 17' · Sneijder 83' | Reporte   | Vittek 90+3' (pen.) | Asistencia: 61.962 espectadores Árbitro(s): Alberto Undiano Mallenco (España) | Asistencia: 61.962 espectadores Árbitro(s): Alberto Undiano Mallenco (España) |

## Estadísticas

### Goleadores
Tabla confeccionada a partir de los criterios utilizados para elegir la Bota de Oro.
Simbología:

: goles anotados.

A: número de asistencias para gol.

Min: minutos jugados.

PJ: partidos jugados.

GP: goles de penal.

| Posición | Jugador       | Anotado | A. | Min. | PJ | GP |
| 6.º      | Róbert Vittek | 4       | 0  | 353  | 4  | 1  |
| -------- | ------------- | ------- | -- | ---- | -- | -- |
| 44.º     | Kamil Kopúnek | 1       | 0  | 22   | 2  | 0  |